# Raid sull'isola di Pebble
Il raid sull'isola di Pebble ebbe luogo il 14 maggio 1982, nel contesto della guerra delle Falkland.
L'incisività degli attacchi aerei argentini convinse i britannici a programmare alcune operazioni di forze speciali, principalmente a cura del SAS ma anche dello Special Boat Squadron (in seguito divenuto Special Boat Service). In particolare sull'isola di Pebble gli argentini avevano allestito una pista di volo in erba, utilizzando la pista esistente ad uso locale e denominandola Aeródromo Auxiliar Calderón,, fornendola di aerei di tipo FMA IA 58 Pucarà (dell'aviazione dell'esercito) e Mentor T-34C-1, addestratori-ricognitori da attacco leggero della marina militare armati con mitragliatrici e razzi.

## Il piano d'attacco

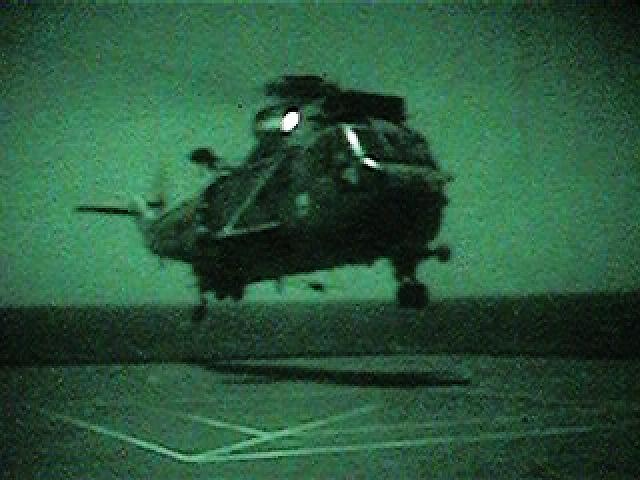
Una immagine presa attraverso degli occhiali da visione notturna di un Sea King Mk.4 durante un atterraggio notturno; su uno di questi velivoli venne trasportata la squadra SAS di attacco che effettuò l'azione dell'isola di Pebble

Pertanto lo squadrone D del SAS venne incaricato della missione ed una squadra di esploratori venne paracadutata nei giorni precedenti per studiare il terreno. L'operazione era programmata per la notte del 13 maggio, ma venne abortita per ragioni meteorologiche; la notte successiva, una piccola squadra britannica formata dalla portaerei HMS Hermes, dalla fregata HMS Broadsword e dal cacciatorpediniere HMS Glamorgan si diresse nella tempesta verso la terraferma; le condizioni meteo erano talmente brutte che dapprima la fregata da 5 500 t e poi il cacciatorpediniere da 6 300 t non riuscirono a tenere il passo con la ben più grossa portaerei, che si diresse verso un punto a distanza utile per lanciare gli elicotteri con le forze speciali.
L'ammiraglio Woodward decise così di rischiare la sua più grossa unità nella tempesta per mettere fuori gioco gli aerei d'attacco che altrimenti avrebbero potuto colpire la forza da sbarco nella baia di San Carlos, o rilevarla prematuramente; per un certo tempo il vento non permise di spiegare le pale dei rotori, in quanto i mezzi vengono stivati negli hangar con le pale ripiegate, ma poi venne deciso di porre gli elicotteri negli ascensori parzialmente abbassati, in modo che solo la cima del rotore spuntasse ad altezza del ponte di volo. In questo modo, uno ad uno gli elicotteri vennero approntati e messi in moto, ma servì tanto tempo da costringere il primo di essi a fare rifornimento prima del decollo a causa del consumo di carburante avuto sul ponte.
Durante la notte tra il 14 e il 15 maggio alle 4:20, alla vigilia dello sbarco a San Carlos, gli incursori sbarcarono sotto la protezione delle cannonate del cacciatorpediniere Glamorgan, che nel frattempo aveva raggiunto l'area, e danneggiarono irrimediabilmente parte degli aerei presenti, cinque Pucarà, quattro Turbomentor ed uno Short Skyvan da trasporto della Prefectura Naval Argentina, allontanandosi prima della reazione argentina; secondo gli argentini invece i loro soldati presenti uscirono dai ripari alla fine del bombardamento e ferirono un soldato britannico.